# Krzysztof I (patriarcha Aleksandrii)
Krzysztof I – chalcedoński patriarcha Aleksandrii w latach 817–841.